# Route nationale 830 (France)
Pour les articles homonymes, voir Route nationale 830.
La route nationale 830 ou RN 830 est une route nationale française reliant Évreux à Mortagne-au-Perche. À la suite de la réforme de 1972, elle a été déclassée en RD 830 dans l'Eure et en RD 930 dans l'Orne.

## Ancien tracé d'Évreux à Mortagne-au-Perche (D 830 et D 930)
- Évreux
- Saint-Sébastien-de-Morsent
- Glisolles
- Conches-en-Ouche
- La Vieille-Lyre
- La Neuve-Lyre
- Neaufles-Auvergny
- Ambenay
- Rugles
- Saint-Martin-d'Écublei
- Saint-Sulpice-sur-Risle
- L'Aigle
- Les Aspres
- Lignerolles
- Mortagne-au-Perche